# Niko Anttola
Niko Anttola (ur. 13 lutego 2003) – fiński biegacz narciarski, srebrny medalista mistrzostw świata i czterokrotny medalista mistrzostw świata juniorów.

## Kariera
Po raz pierwszy na arenie międzynarodowej pojawił się 22 lutego 2019 roku, podczas zawodów juniorskich w Kuopio, gdzie zajął 29. miejsce w sprincie techniką klasyczną. W 2021 roku wziął udział w mistrzostwach świata juniorów w Vuokatti, gdzie zdobył srebrny medal w sztafecie. Na rozgrywanych rok później mistrzostwach świata juniorów w Lygna zdobył srebrny medal w biegu na 10 km klasykiem. Kolejne dwa medale wywalczył podczas mistrzostw świata juniorów w Whistler w 2023 roku, zwyciężając w biegu na 10 km stylem dowolnym i zajmując drugie miejsce na dystansie 20 km stylem klasycznym.
W Pucharze Świata zadebiutował 27 lutego 2022 roku w Lahti, gdzie zajął 37. miejsce w biegu na 15 km techniką klasyczną. Pierwsze pucharowe punkty wywalczył 27 listopada 2022 roku w Ruce, zajmując 25. miejsce w biegu na 20 km stylem dowolnym. 
Na mistrzostwach świata w Planicy w 2023 roku wspólnie z Ristomattim Hakolą, Iivo Niskanenem i Perttu Hyvärinenem wywalczył srebrny medal w sztafecie. Zajął tam również 24. miejsce w biegu na 15 km techniką dowolną.

## Osiągnięcia

### Mistrzostwa świata
| Miejsce | Dzień   | Rok  | Miejscowość | Konkurencja             | Czas biegu | Strata  | Zwycięzca            |
| ------- | ------- | ---- | ----------- | ----------------------- | ---------- | ------- | -------------------- |
| 24.     | 1 marca | 2023 | Planica     | 15 km stylem dowolnym   | 32:17,4    | +1:59,0 | Simen Hegstad Krüger |
| 2.      | 3 marca | 2023 | Planica     | bieg sztafetowy 4×10 km | 1:32:54,7  | +46,9   | Norwegia             |

### Mistrzostwa świata juniorów
| Miejsce | Dzień       | Rok  | Miejscowość | Konkurencja              | Czas biegu | Strata   | Zwycięzca             |
| ------- | ----------- | ---- | ----------- | ------------------------ | ---------- | -------- | --------------------- |
| 8.      | 12 lutego   | 2021 | Vuokatti    | 10 km stylem dowolnym    | 24:26,6    | +57,8    | Martin Kirkeberg Mørk |
| 2.      | 13 lutego   | 2021 | Vuokatti    | bieg sztafetowy 4×3,3 km | 49:45,3    | +20,0    | Norwegia              |
| 20.     | 14 lutego   | 2021 | Vuokatti    | 30 km stylem klasycznym  | 1:21:22,2  | +3:19,3  | Aleksandr Iwszin      |
| 20.     | 22 lutego   | 2022 | Lygna       | 30 km stylem dowolnym    | 1:12:47,9  | +1:33,3  | Aleksandr Iwszin      |
| 9.      | 23 lutego   | 2022 | Lygna       | bieg sztafetowy 4×3,3 km | 49:16,4    | +11:44,1 | Rosja                 |
| 2.      | 25 lutego   | 2022 | Lygna       | 10 km stylem klasycznym  | 26:15,8    | +21,4    | Sawielij Korostielow  |
| 2.      | 30 stycznia | 2023 | Whistler    | 20 km stylem klasycznym  | 53:05,7    | +7,7     | Mathias Holbæk        |
| 1.      | 2 lutego    | 2023 | Whistler    | 10 km stylem dowolnym    | 23:35,4    | —        | —                     |

### Puchar Świata

#### Miejsca w klasyfikacji generalnej
| Sezon     | Miejsce |
| --------- | ------- |
| 2021/2022 | -       |
| 2022/2023 | 112.    |
| 2023/2024 | 119.    |
| 2024/2025 | 93.     |

#### Miejsca na podium
Anttola nigdy nie stał na podium indywidualnych zawodów Pucharu Świata.